# Bob Wilber
Pour les articles homonymes, voir Wilber (homonymie).
Robert Sage Wilber, dit Bob Wilber, né le 15 mars 1928 à Scarsdale (État de New York) et mort le 4 août 2019, est un clarinettiste, saxophoniste et compositeur de jazz américain.

## Carrière
Après avoir débuté dans des groupes amateur tels le Scarsdale jazz band ou les Wild Cats, Bob Wilber rencontre en 1947 Sidney Bechet qui lui donne des cours de saxophone soprano. Il se produit en 1948 au Festival de jazz de Nice avec Mezz Mezzrow puis dirige un orchestre à Boston en 1948-1950. Il joue avec Sidney De Paris et Sid Catlett au Storyville. Il forme un petit groupe the six, travaille avec Eddie Condon, Bobby Hackett puis il reste dix ans dans le World greatest jazz band. Il dirige ensuite le New York jazz repertory orchestra avec lequel il reprend les standards du jazz traditionnel. Il s'investit dans la musique de film puis fonde en 1973 avec Kenny Davern un groupe le Soprano Summit. Il crée le Bechet legacy band, puis il compose la bande sonore du film Cotton Club de Francis Ford Coppola en 1984.

### Source
- André Clergeat, Philippe Carles, Dictionnaire du jazz, Bouquins/Laffont 1990, p. 1084